# فايز الرشيدي
فايز عيسى خدوم الرشيدي (مواليد 19 يوليو 1988 في الرستاق ،عمان) لاعب كرة قدم عماني دولي يجيد اللعب في مركز حارس المرمى. يلعب حاليا لصالح المنامة البحريني منذ 2023.

## المسيرة الرياضية

### الأندية
في 1 أغسطس 2006 تم تصعيد الرشيدي (18 سنة) إلى الفريق الأول بنادي السويق العماني (الدرجة الثانية). في موسمه الأول 2006-2007 وفي بطولة دوري الدرجة الثانية لم يستطيع فريقه الصعود إلى الدوري الممتاز. وفي بطولة كأس السلطان ساهم في وصول فريقه إلى الدور 16 حينها خسر من ظفار 3-4.
في موسمه الثاني 2007-2008 وفي بطولة دوري الدرجة الثانية لم يستطيع فريقه الصعود إلى الدوري الممتاز. وفي بطولة كأس السلطان فشل فريقه في التأهل إلى الدور 16 بعدما احتل المركز الثالث في المجموعة السابعة بفارق بفارق نقطة واحدة عن صاحب المركز الثاني السيب.
في موسمه الثالث 2008-2009 وفي بطولة دوري الدرجة الثانية لم يستطيع فريقه الصعود إلى الدوري الممتاز. وفي بطولة كأس السلطان ساهم في تتويج فريقه بالبطولة بعدما تغلب في المباراة النهائية على النهضة 1-0 ليحقق الرشيدي أولى بطولاته مع الأندية. وفي بطولة كأس الاتحاد الآسيوي فشل فريقه في التأهل إلى الدور 16 بعدما احتل المركز الرابع الأخير في المجموعة الثانية بفارق 9 نقاط عن صاحب المركز الثاني الصفاء اللبناني.
في موسمه الرابع 2009-2010 وفي بطولة دوري المحترفين ساهم في تتويج فريقه بالبطولة بعدما تصدر الترتيب بفارق 3 نقاط عن وصيفه ظفار ليحقق الرشيدي ثاني بطولاته مع الأندية. وفي بطولة كأس السلطان ساهم في وصول فريقه إلى الدور النصف النهائي حينها خسر من صحم 3-4 في مجموع المباراتين. وفي بطولة كأس السوبر العماني خسر فريقه من النهضة 0-1.
في موسمه الخامس 2010-2011 وفي بطولة دوري المحترفين ساهم في تتويج فريقه بالبطولة للموسم الثاني على التوالي بعدما تصدر الترتيب بفارق 3 نقاط عن وصيفه العروبة ليحقق الرشيدي ثالث بطولاته مع الأندية. وفي بطولة كأس السلطان خرج فريقه من مباراته الأولى عندما خسر في الدور 32 من النهضة 1-2. وفي بطولة كأس السوبر العماني خسر فريقه من صحم 0-1. وفي بطولة كأس الاتحاد الآسيوي فشل فريقه في التأهل إلى الدور 16 بعدما احتل المركز الرابع الأخير في المجموعة الرابعة بفارق 7 نقاط عن صاحب المركز الثاني الكويت الكويتي.
في موسمه السادس 2011-2012 وفي بطولة دوري المحترفين ساهم في احتلال فريقه المركز السابع بفارق 3 نقاط عن منطقة الهبوط. وفي بطولة كأس السلطان خرج فريقه من مباراته الأولى عندما خسر في الدور 32 من العروبة 1-3. وفي بطولة كأس السوبر العماني خسر فريقه من العروبة 0-3. وفي بطولة كأس الاتحاد الآسيوي ساهم في احتلال فريقه المركز الثاني في المجموعة الأولى خلف الكويت الكويتي ومتفوقا على الفيصلي الأردني وأهلي حلب السوري ليتأهل إلى الدور 16 حيث خسر خارج أرضه من الاتفاق السعودي بهدف سجل في الدقيقة الأخيرة من الوقت الأصلي.
في موسمه السابع 2012-2013 وفي بطولة دوري المحترفين ساهم في احتلال فريقه المركز الأول بفارق الأهداف عن وصيفه فنجاء ليتم الاحتكام إلى مباراة فاصلة لتحديد الفائز باللقب فاستطاع أن يساهم في فوز فريقه بنتيجة 3-1 وليحقق الرشيدي رابع بطولاته مع الأندية. وفي بطولة كأس السلطان ساهم في تتويج فريقه بالبطولة بعدما تغلب في المباراة النهائية على النهضة 2-0 ليحقق الرشيدي خامس بطولاته مع الأندية. وفي بطولة كأس الاتحاد العماني ساهم في وصول فريقه إلى الدور الربع النهائي حينها خسر من ظفار بركلات الترجيح.
في موسمه الثامن والأخير 2013-2014 وفي بطولة دوري المحترفين ساهم في احتلال فريقه المركز الثالث بفارق 10 نقاط عن البطل النهضة ليتأهل في الموسم التالي لبطولة كأس الخليج للأندية. وفي بطولة كأس السلطان خرج فريقه من مباراته الأولى عندما خسر في الدور 32 من صلالة 1-2. وفي بطولة كأس الاتحاد العماني فشل فريقه في التأهل إلى الدور النصف النهائي بعدما احتل المركز الثاني في المجموعة الثالثة بفارق 5 نقاط عن المتصدر السيب. وفي بطولة كأس السوبر العماني ساهم في تتويج فريقه بالبطولة بعدما تغلب على فنجاء 2-1 ليحقق الرشيدي سادس بطولاته مع الأندية. وفي بطولة كأس الاتحاد الآسيوي فشل فريقه في التأهل إلى الدور 16 بعدما احتل المركز الثالث في المجموعة الأولى بفارق 4 نقاط عن صاحب المركز الثاني ذات رأس الأردني.
في 1 أغسطس 2014 انتقل الرشيدي (26 سنة) من السويق إلى صحم العماني (دوري المحترفين) في صفقة انتقال حر. في موسمه الوحيد 2014-2015 وفي بطولة دوري المحترفين ساهم في احتلال فريقه المركز التاسع بفارق نقطة واحدة عن منطقة الهبوط. وفي بطولة كأس السلطان ساهم في وصول فريقه إلى الدور 16 حينها خسر من النهضة بركلات الترجيح. وفي بطولة كأس الاتحاد العماني ساهم في وصول فريقه إلى الدور الربع النهائي حينها خسر من فنجاء 1-2.
في 1 أغسطس 2015 انتقل الرشيدي (27 سنة) من صحم إلى النصر العماني (دوري المحترفين) في صفقة انتقال حر. في موسمه الأول 2015-2016 وفي بطولة دوري المحترفين ساهم في احتلال فريقه المركز السادس بفارق 10 نقاط عن صاحب المركز الثالث العروبة المؤهل للمشاركة في الموسم التالي في بطولة كأس الخليج للأندية. وفي بطولة كأس السلطان ساهم في وصول فريقه إلى الدور النصف النهائي حينها خسر من صحم 0-1 في مجموع المباراتين. وفي بطولة كأس الاتحاد العماني ساهم في تتويج فريقه بالبطولة بعدما تغلب في المباراة النهائية على صحار 2-0 ليحقق الرشيدي سابع بطولاته مع الأندية. وفي بطولة كأس الخليج للأندية تم الإعلان عن تأجيل البطولة حتى فبراير 2016 بسبب إيقاف عضوية الكويت في الاتحاد الدولي لكرة القدم وفي وقت لاحق أُعلن أن البطولة لن تقام على الإطلاق بسبب نقص الرعاية.
في موسمه الثاني والأخير 2016-2017 وفي بطولة دوري المحترفين ساهم في احتلال فريقه المركز الرابع بفارق 12 نقطة عن البطل ظفار. وفي بطولة كأس السلطان خرج فريقه من مباراته الأولى عندما خسر في الدور 32 من الشباب بركلات الترجيح. وفي بطولة كأس الاتحاد العماني ساهم في وصول فريقه إلى المباراة النهائية حينها خسر من النهضة 1-2.
في 1 أغسطس 2017 انتقل الرشيدي (29 سنة) من النصر إلى السويق العماني (دوري المحترفين) في صفقة انتقال حر. في موسمه الوحيد في الفترة الثانية والتاسع ككل 2017-2018 وفي بطولة دوري المحترفين ساهم في تتويج فريقه بالبطولة بعدما تصدر الترتيب بفارق 21 نقطة عن وصيفه الشباب ليحقق الرشيدي ثامن بطولاته مع الأندية. وفي بطولة كأس السلطان ساهم في وصول فريقه إلى الدور الربع النهائي حينها خسر من السيب 0-1 في مجموع المباراتين. وفي بطولة كأس الاتحاد العماني خرج من مباراته الأولى عندما خسر في المرحلة الأولى من السلام 1-2. وفي بطولة كأس السوبر العماني خسر فريقه من ظفار 1-2. وفي بطولة كأس الاتحاد الآسيوي فشل فريقه في التأهل إلى الدور النصف النهائي لمنطقة غرب آسيا بعدما احتل المركز الرابع الأخير في المجموعة الأولى خلف الجزيرة الأردني والقوة الجوية العراقي والمالكية البحريني بست خسائر متتالية.
في 1 أغسطس 2018 انتقل الرشيدي (30 سنة) من السويق إلى العين السعودي (الدرجة الأولى) في صفقة انتقال حر. في موسمه الوحيد 2018-2019 وفي بطولة دوري الأمير محمد بن سلمان للدرجة الأولى ساهم في احتلال فريقه المركز الحادي عشر بفارق نقطتين عن منطقة الهبوط. وفي بطولة كأس خادم الحرمين الشريفين ساهم في وصول فريقه إلى الدور 32 حينها خسر من الرائد بركلات الترجيح.
في 1 أغسطس 2019 انتقل الرشيدي (31 سنة) من العين إلى ظفار العماني (دوري المحترفين) في صفقة انتقال حر. في موسمه الأول 2019-2020 وفي بطولة دوري المحترفين ساهم في احتلال فريقه المركز الثاني الوصيف بفارق 5 نقاط عن البطل السيب. وفي بطولة كأس السلطان ساهم في تتويج فريقه بالبطولة بعدما تغلب في المباراة النهائية على العروبة بركلات الترجيح ليحقق الرشيدي تاسع بطولاته مع الأندية. وفي بطولة كأس الاتحاد العماني ساهم في وصول فريقه إلى المباراة النهائية بعدما تغلب في الدور النصف النهائي على السيب 1-0 ثم ألغيت البطولة بسبب تداعيات انتشار جائحة كورونا. وفي بطولة كأس السوبر العماني ساهم في فريقه تتويج فريقه بالبطولة بعدما تغلب على صور برباعية نظيفة ليحقق الرشيدي بطولته العاشرة مع الأندية. وفي كأس محمد السادس للأندية العرب الأبطال خرج فريقه من المرحلة الأولى عندما خسر في الدور 32 من مولودية الجزائر الجزائري 1-2 في مجموع المباراتين. وفي بطولة كأس الاتحاد الآسيوي قررت اللجنة التنفيذية بالاتحاد الآسيوي لكرة القدم إلغاء البطولة ذلك الموسم بسبب تداعيات أزمة إنتشار فيروس كورونا.
في موسمه الثاني والأخير 2020-2021 وفي بطولة دوري المحترفين تم إلغاء الموسم بعد مرور 10 جولات بسبب انتشار جائحة كورونا. وكان ظفار وقتها متصدر الترتيب بفارق 4 نقاط عن مطارده السيب. وفي بطولة كأس السلطان ساهم في تتويج فريقه بالبطولة للموسم الثاني على التوالي بعدما تغلب في المباراة النهائية على السويق 5-1 ليحقق الرشيدي بطولته الحادية عشر مع الأندية.
في 9 سبتمبر 2021 انتقل الرشيدي (33 سنة) من ظفار إلى مس رفسنجان الإيراني (دوري المحترفين) في صفقة انتقال حر. في موسمه الوحيد 2021-2022 وفي بطولة دوري المحترفين ساهم في احتلال فريقه المركز السادس بفارق 23 نقطة عن البطل استقلال طهران. وفي بطولة كأس إيران ساهم في وصول فريقه إلى الدور الربع النهائي حينها خسر من شهرداري ماهشهر بركلات الترجيح.
في 1 أغسطس 2022 انتقل الرشيدي (34 سنة) من مس رفسنجان إلى السويق العماني (دوري المحترفين) في صفقة انتقال حر. في موسمه الوحيد في الفترة الثالثة والعاشر ككل 2022-2023 وفي بطولة دوري المحترفين ساهم في احتلال فريقه المركز الثاني الوصيف بفارق 4 نقاط عن البطل النهضة. وفي بطولة كأس السلطان ساهم في وصول فريقه إلى الدور النصف النهائي حينها خسر من السويق 0-3 في مجموع المباراتين. وفي بطولة كأس الاتحاد العماني فشل فريقه في التأهل إلى النصف النهائي.
في 20 أغسطس 2023 انتقل الرشيدي (35 سنة) من السويق إلى المنامة البحريني (الدوري الممتاز) في صفقة انتقال حر.

### المنتخبات
في 15 يوليو 2011 قرر المدرب الفرنسي الجديد بول لوجوين استدعاء الرشيدي للمشاركة في أولى مبارياته الدولية مع عمان وكانت أمام سوريا وديا وانتهت المباراة بالتعادل 1-1.
قرر لوجوين استدعاء الرشيدي للانضمام إلى تشكيلة عمان المشارك في بطولة اتحاد غرب آسيا لكرة القدم 2012 في الكويت حيث لعب المباراة الأولى في دور المجموعات أمام لبنان والتي خسرها عمان 0-1 ليغيب عن المشاركة في المباراتين التاليتين في دور المجموعات ومباراة الدور النصف النهائي ليعود للمشاركة في مباراة تحديد صاحب المركز الثالث والتي كانت أمام البحرين وانتهت المباراة بفوز عمان 1-0.
جدد لوجين استدعاء الرشيدي للانضمام إلى تشكيلة عمان المشارك في تصفيات كأس العالم 2014 – آسيا المرحلة الرابعة وشارك الرشيدي في مباراتين حيث ساهم في الفوز على العراق 1-0 ثم الخسارة من الأردن 0-1 ليفشل عمان في التأهل إلى الملحق الآسيوي بعد احتلاله المركز الرابع في المجموعة الثانية بفارق نقطة واحدة عن صاحب المركز الثالث الأردن.
كرر لوجين استدعاء الرشيدي للانضمام إلى تشكيلة عمان المشارك في تصفيات كأس آسيا 2015 حيث لعب 4 مباريات وساهم في فوز عمان على سنغافورة 2-0 وعلى سوريا 1-0 والتعادل مع الأردن مرتين 0-0 ليساهم في تصدر عمان المجموعة الأولى برصيد 14 نقطة من 6 مباريات وليتأهل إلى نهائيات البطولة التي غاب عنها.
بعد الاكتفاء باستدعاء الرشيدي في المشاركة في المباريات الدولية الودية من يناير 2014 إلى سبتمبر 2017 قرر المدرب الهولندي بيم فيربيك استدعاء الرشيدي للمشاركة في مباراة دولية رسمية للمرة الأولى منذ ثلاث سنوات ونصف وكانت ضمن تصفيات كأس آسيا 2019 – المرحلة الثالثة حيث لعب مباراتين وساهم في فوز عمان على المالديف 5-0 وعلى فلسطين 1-0 ليتصدر عمان المجموعة الرابعة بفارق الأهداف عن فلسطين وليتأهلا معا إلى نهائيات البطولة.
جدد فيربيك استدعاء الرشيدي للانضمام إلى تشكيلة عمان المشارك في بطولة كأس الخليج العربي 23 في الكويت حيث لعب الرشيدي جميع المباريات وساهم في تصدر عمان المجموعة الأولى بعد الفوز على الكويت المستضيف 1-0 وعلى السعودية 2-0 والخسارة من الإمارات 0-1 ليتأهل إلى الدور النصف النهائي حيث تغلب عمان على البحرين 1-0 ليتأهل إلى المباراة النهائية حيث واجه الإمارات مجددا ولكنه ساهم في فوز عمان بركلات الترجيح ليحقق الرشيدي أولى بطولاته مع المنتخبات.
كرر فيربيك استدعاء الرشيدي للانضمام إلى تشكيلة عمان المشارك في بطولة كأس آسيا 2019 في الإمارات ولعب الرشيدي جميع المباريات وساهم في احتلال عمان المركز الثالث بعد الفوز على تركمانستان 3-1 والخسارة من أوزبكستان 1-2 ومن اليابان 0-1 ليتأهل إلى الدور 16 حينها خسر من إيران 0-2 وودع البطولة.
قرر المدرب الهولندي الجديد إروين كومان استدعاء الرشيدي للانضمام إلى تشكيلة عمان المشارك في تصفيات كأس العالم 2022 – آسيا الجولة الثانية وفي ثلاث مباريات ساهم في فوز عمان على الهند 2-1 وأفغانستان 3-0 والخسارة من قطر 0-1.
جدد كومان استدعاء الرشيدي للانضمام إلى تشكيلة عمان المشارك في بطولة كأس الخليج العربي 24 في قطر ولعب الرشيدي جميع المباريات وبعد الفوز على الكويت 2-1 والتعادل سلبيا بدون أهداف مع البحرين والخسارة من السعودية 1-3 فشل عمان في التأهل إلى الدور النصف النهائي بعدما احتل المركز الثالث برصيد 4 نقاط بفارق الأهداف عن صاحب المركز الثاني البحرين.
قرر المدرب الكرواتي الجديد برانكو إيفانكوفيتش استدعاء الرشيدي للانضمام إلى تشكيلة عمان لاستكمال مشوار تصفيات كأس العالم 2022 وفي ثلاث مباريات ساهم في فوز عمان على أفغانستان 2-1 وعلى بنغلاديش 3-0 والخسارة من قطر 0-1 ليحتل عمان في نهاية المطاف المركز الثاني في المجموعة الرابعة بفارق 4 نقاط عن المتصدر عمان ويصعدان معا إلى المرحلة الثالثة كونه ضمن أفضل خمس منتخبات احتلت المركز الثاني. وفي نفس الوقت تأهل عمان إلى نهائيات كأس آسيا.
في تصفيات كأس العالم 2022 – آسيا الجولة الثالثة أوقعت القرعة عمان في المجموعة الثانية ولعب الرشيدي 8 مباريات من أصل 10 مباريات وساهم في فوز عمان على اليابان 1-0 وعلى فيتنام 3-1 والتعادل مع الصين 1-1 وأستراليا 2-2 والخسارة من السعودية مرتين واليابان 0-1 ومن أستراليا 1-3 ليفشل عمان في التأهل إلى الملحق الآسيوي بعد احتلاله المركز الرابع بفارق نقطة واحدة عن صاحب المركز الثالث أستراليا.
واصل إيفانكوفيتش في استدعاء الرشيدي للانضمام إلى تشكيلة عمان المشارك في تصفيات كأس العرب 2021 حيث لعب أمام الصومال وساهم في فوز عمان 2-1 وبالتالي التأهل إلى نهائيات البطولة التي غاب عنها.
في 23 ديسمبر 2022 شارك الرشيدي في آخر مباراة دولية له مع عمان وكانت أمام سوريا وديا وانتهت المباراة بفوز عمان 2-1.

## الإنجازات

### الأندية
- السويق (7)
  - دوري المحترفين (4): 2010/2009 - 2011/2010 - 2013/2012 - 2018/2017
  - كأس السلطان (2): 2009/2008 - 2013/2012
  - كأس السوبر العماني (1): 2013
- النصر (1)
  - كأس الاتحاد العماني (1): 2016/2015
- ظفار (3)
  - كأس السلطان (2): 2020/2019 - 2021/2020
  - كأس السوبر العماني (1): 2019

### المنتخبات
- منتخب عمان (1)
  - كأس الخليج العربي (1): 2018

### الشخصية
- أفضل حارس مرمى في دوري المحترفين (2): 2013/2012 - 2014/2013

## روابط خارجية
- فايز الرشيدي على موقع الاتحاد الدولي (مؤرشف)  (الإنجليزية)
- فايز الرشيدي على موقع قاعدة بيانات كرة القدم.إي يو (الإنجليزية)
- فايز الرشيدي على موقع ناشيونال فوتبول تيمز (الإنجليزية)
- فايز الرشيدي على موقع Soccerway.com (الإنجليزية)
- فايز الرشيدي على موقع كووورة